# Enicospilus ramidulops
Enicospilus ramidulops là một loài tò vò trong họ Ichneumonidae.